# Cati Pol Martí
Cati Pol Martí (Consell, Baleares, 30 de octubre de 1981) es una jugadora de voleibol y voleibol de playa española.
Empezó a practicar el voleibol en la temporada 1994-95 en el CEIP Bartomeu Ordines, centro escolar de su pueblo natal. Posteriormente jugó en el CV Ícaro y el CV Algaida.
En 1999 fichó por la sección de voleibol del CN Sabadell y formó parte de la selección catalana juvenil, llegando a ser la capitana. Esa misma temporada se proclamó Campeona de España. En 2000 fichó por el CV Barcelona y jugó tres temporadas en la División de Honor (actual Superliga), entonces máxima categoría del voleibol femenino español, hasta 2003.
Posteriormente, al volver a Mallorca jugó nuevamente por el CV Algaida (2004-05) de la División de Plata. En 2005 ficha por el Voley Ciudad Cide (Palma de Mallorca) de la misma categoría, donde transcurriría el resto de su trayectoria profesional, a excepción de una parada entre 2008 y 2010 por motivos familiares. Además, desde 2017 se convirtió en entrenadora-jugadora del mismo club, manteniendo este rol durante tres temporadas.
No obstante, consiguió sus mayores éxitos en la modalidad de voley playa, alcanzando 48 participaciones en el circuito mundial. Disputó torneos de carácter internacional desde 2001 con diversas parejas: Ester Ribera (2001), Ester Alcón (2002-04), Julia Mandaña (2005), Meritxell Alseda (2006-07) y Rocío Ruiz (2008). Al retornar a la competición en 2013 participó sólo en torneos de carácter estatal con Cati Pol Borràs (2013-2016), Lauren Dickson (2017), Ester Ribera, Olga Matveeva y Amaranta Fernández (2018), y Aina Munar (2019).
En esta última faceta alcanzó éxitos de alcance internacional, en especial la final de los Juegos Mediterráneos de 2005 con Julia Mandaña.

## Trayectoria deportiva
Como jugadora
- Club Voleibol Alaró
- Club Voleibol Algaida
- Club Natació Sabadell (1999-2000)
- Club Voleibol Barcelona (2000-2003)
- Club Voleibol Algaida (2004-2005)
- Voley Ciudad Cide (2005-2008 y 2010-2017)

Como entrenadora-jugadora
- Voley Ciutat Cide (2017-2020)

## Reconocimientos
- El Ayuntamiento de Consell aprobó que el polideportivo municipal se inaugurase oficialmente con el nombre de Pabellón Municipal Cati Pol, al ser considerada la figura deportiva más relevante del municipio. Tuvo lugar el 21 de agosto de 2005, durante las fiestas patronales de la población.[6][7]

- Escogida por la Real Federación Española de Voleibol como mejor jugadora de voley playa en 2006.

## Palmarés

### Competiciones internacionales
Voley playa 

 Medalla de bronce en el Campeonato de Europa sub-23 (Esposende, 2001) (con Ester Ribera)

 Medalla de plata en los Juegos Mediterráneos (Almería, 2005) (con Julia Mandaña) 

### Competiciones nacionales
Voley playa 

 Medalla de oro en el Campeonato de España sub-23 (Cambrils, 2004) 

 Medalla de plata en el Campeonato de España (Ayamonte, 2006)

 Medalla de plata en el Campeonato de España (Laredo, 2007)

 Medalla de bronce en el Campeonato de España (Fuengirola, 2016)

Semifinalista en el Campeonato de España (Fuengirola, 2019)